# Ouka Leele

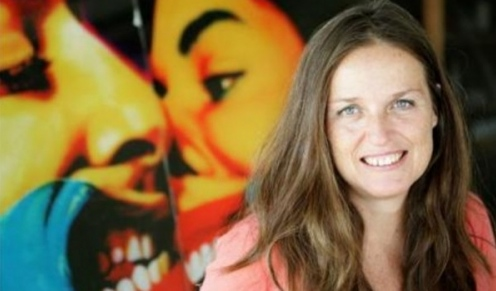
Ouka Leele (2011)

Bárbara Allende Gil de Biedma, Ouka Leele (* 29. Juni 1957 in Madrid; † 24. Mai 2022 ebenda) war eine spanische Fotografin. Ihre Cousine Esperanza Aguirre war von 2003 bis 2012 die Präsidentin der Autonomen Gemeinschaft Madrid und ihr Onkel Jaime Gil de Biedma war ein spanischer Dichter.
Sie war eine der wichtigsten Fotografen der Movida madrileña, arbeitete auch als Illustratorin und verfasste mehrere Gedichtbände.
Ouka Leele starb am 24. Mai 2022 nach langer Krankheit in einem Madrider Krankenhaus im Alter von 64 Jahren.

## Ehrungen
- Premio Nacional de Fotografía, Kunstministerium, 2005
- Premio de Cultura, Autonome Gemeinschaft Madrid, 2003 (Fotografie)
- Premio Ícaro de Artes Plásticas, Diario 16, 1983.

## Kollektionen
- Centre de Vieille Charité, Marseille
- Centro andaluz de fotografía
- Collection Arco, Madrid
- Fondation Cartier, Paris
- Fundaciò la Caixa, Barcelona
- Instituto Cervantes, Lissabon
- Museo Nacional Centro de Arte Reina Sofía. Madrid
- Tabaco Gitanes, Paris.